# Zosimo di Siracusa
Zosimo di Siracusa (Siracusa, 570 circa – Siracusa, 30 marzo 662) è stato un vescovo italiano.
È il nome del vescovo di Siracusa, commemorato il 30 marzo secondo l'antico martirologio romano:

## Biografia
Le notizie storiche sulla Vita di S. Zosimo Vesc. di Siracusa in Sicilia sono presenti nel XVII secolo con Ottavio Gaetani e altri. Precedentemente fu elogiato nel perduto Breviario gallo-siculo del XIII secolo, poi redatto a stampa in latino come Martyrologium (Venezia, 1564) e negli Acta Sanctorum Martii (Anversa, 1668), sulla base della versione latina tratta dai codici di Benevento e di Bovino. Mario Re ha trovato l'inedito testo agiografico MS. XV. AA. 14, ff. 11-16 presso la Biblioteca Nazionale di Napoli, fonte diretta del citato Gaetani.
Figlio di un possidente di un vasto terreno intorno al Monastero di Santa Lucia di Siracusa (distrutto nell'878 dagli Arabi), fin dall'età di sette anni fu offerto dai genitori al servizio di Dio nel citato monastero.
L'abate San Fausto, al quale poi successe nel governo del monastero nel 607, gli affidò la custodia del sepolcro di Santa Lucia, in cui si conservava allora il sacro corpo, che ora si trova a Venezia.
Nei quarant'anni, durante i quali tenne l'ufficio di abate, San Zosimo governò «con prudenza e zelo», tanto che nel 647 fu eletto vescovo di Siracusa, confermato da papa Teodoro I. A tale periodo risalirebbe la trasformazione del tempio pagano Athenaion in Cattedrale, sostituendo l'antica basilica di San Marciano (poi San Giovanni alle catacombe). Il vescovo San Zosimo sarebbe stato forse l'artefice del trasferimento da Acradina a Ortigia, dando luogo a una fiorente edilizia ecclesiastica e a conseguenze notevoli sull'evoluzione della comunità ebraica siracusana.
Nel 662 morì dopo quindici anni di vescovado, prima dell'arrivo dell'imperatore Costante II a Siracusa, divenuta improvvisamente capitale dell'Impero romano. 
Venerato come santo, la Chiesa ortodossa e quella latina ne onorano la memoria il 30 marzo.

## L'iscrizione
Come ci informa altro autore, Domenico Gaspare Lancia di Brolo, a San Zosimo si attribuisce la trasformazione del tempio di Minerva (V secolo a. C.), ricordato da Cicerone, in chiesa cristiana, divenuta la nuova Cattedrale sacra alla Beata Vergine. Sulla scorta dell'archeologo siracusano Giuseppe Maria Capodieci, Lancia riferisce che il fonte battesimale di marmo bianco che si trova nella Cattedrale aretusea, recuperata dalle Catacombe di San Giovanni, conserva alcune epigrafi «non intere» e «corrose» in lingua greca antica:
| Trascrizione del testo originale | Latino                                                |
| --- | ----------------------------------------------------- |
| ZIMOROE OΔΩPO.. Δ.. A.... TONKPMRI IP........ I..... | Zosimi Deo donum hoc Vas (sive) hunc Craterem........ |
| Analisi |                                                       |
| Si vuole che fosse da attribuire a San Zosimo, benché l'epigrafe sia del VI o VII secolo, secondo Paolo Maria Paciaudi e Lancia di Brolo, non sembra tuttavia che a lui possa attribuirsi, mancando il titolo di «Vescovo» anche se all'epoca si ometteva. |                                                       |